# Elecciones presidenciales de Perú de 1840
Los restauradores se retiraron al Callejón de Huaylas (norte peruano), donde se aprovisionaron y reorganizaron. Gamarra iba como director general de las operaciones. Tras un primer encuentro indeciso en Buin, los restauradores derrotaron definitivamente a los confederados en la batalla de Yungay (20 de enero de 1839). Santa Cruz huyó apresuradamente hacia Lima y de allí partió al destierro. Así finalizó el régimen de la Confederación.
Ante los actos de traición del presidente, ni el modo de sostener la independencia del país frente a las amenazas foráneas, aludiendo así a los hechos políticos anteriores al establecimiento de la Confederación, el presidente traidor aludido era Luis José de Orbegoso, quien autorizó la invasión boliviana de 1835
Gamarra retornó triunfalmente a Lima el 24 de febrero de 1839 y fue confirmado como Presidente provisional. Un objetivo prioritario que se trazó fue dar al país una nueva Constitución Política, para lo cual convocó a un Congreso General en la ciudad de Huancayo; no lo hizo en Lima pues aún se hallaba el ejército chileno en víspera de repatriarse.
El Congreso General de Huancayo (1839) reunido en Huancayo ratificó a Gamarra como Presidente provisorio, dándole el título de Restaurador del Perú (15 de agosto de 1839). La nueva Constitución Política, de carácter extremadamente conservador, fue aprobada y promulgada el 10 de noviembre de ese mismo año. El mismo Congreso convocó a elecciones populares para Presidente, que se realizaron en enero de 1840 y en las cuales resultó triunfador Gamarra.
El 10 de julio de 1840 Gamarra fue proclamado Presidente Constitucional de la República, legalizándose así el poder que ejercía desde 1838.
- Datos: Q40685928